# 特蕾絲·麥克尼爾
特蕾莎·克萊爾·麥克尼爾（Teressa Claire MacNeille，1951年6月20日—），美國女性配音演員。曾參與多部動畫片演出。
特蕾莎8歲時立志成為配音演員。她畢業於加州大學伯克利分校。大學畢業後曾擔任DJ，1979年憑藉動畫《史酷比》作為配音演員出道。